# Cornelia Öhlund
 Cornelia Öhlund, née le 15 août 2005 à Stockholm, est une skieuse alpine suédoise qui s'aligne exclusivement en slalom.

## Biographie
À 16 ans elle dispute en janvier 2022 sa première épreuve de Coupe d'Europe dans le slalom de Meiringen-Hasliberg. Le mois suivant elle marque ses premiers points en Coupe d'Europe en prenant une excellente 13e place dans le slalom de Bad Wiessee. En mars 2022, elle monte sur le podium des championnats de Suède en prenant la 3e place du slalom et du géant.
À l'âge de 17 ans elle dispute le 19 novembre 2022 sa première épreuve de Coupe du monde dans le premier slalom de Levi. Dès le lendemain, elle marque ses premiers points en Coupe du monde en prenant la 22e place du second slalom sur la même piste. En janvier 2023, elle remporte trois slaloms de Coupe d'Europe (les deux épreuves de Pozza di Fassa et le second slalom de Vaujany. Fin janvier elle dispute ses premiers championnats du monde juniors (moins de 21 ans) à Saint-Anton. Elle réalise le second temps de la première manche du slalom avant d'abandonner dans la seconde manche. Le 23 janvier, elle est sacrée championne du monde juniors par équipe. en mars elle obtient son premier top-10 en coupe du monde en se classant 10e du slalom de Are.
En mars 2024, elle vice-championne de Suède de slalom, derrière  Anna Swenn-Larsson.
En février 2025, elle dispute ses premiers championnats du monde à Saalbach. Elle y prend la 11e place du slalom. Le 23 février 2025, à l'occasion du slalom de coupe du monde de Sestrières, elle réalise une excellente deuxième manche, lui permettant de passer du 23e rang au top 5. Son meilleur résultat était jusque là une 10e place. Elle termine sa saison à la 16e place du classement de la coupe du monde de slalom.

## Palmarès

### Championnats du monde
| Édition / Epreuve      | Descente | Super G | Slalom géant | Slalom | Combiné par équipes | Parallèle | Team event |
| Mondiaux 2025 Saalbach | -        | -       | -            | 11e    | -                   | -         | -          |

### Coupe du monde
- 30 épreuves disputées (à fin mars 2025)
- Meilleur classement général : 46e en 2025 avec 156 points.
- Meilleur classement de slalom : 16e en 2025 avec 156 points.
- 2 tops-10
- Meilleur résultat sur un slalom : 5e à Sestrière le 23 février 2025

#### Classements
| Saison / Épreuve | Saison / Épreuve | Général | Général | Descente | Descente | Super G | Super G | Slalom géant | Slalom géant | Slalom | Slalom | Combiné | Combiné | Parallèle | Parallèle |
| ---------------- | ---------------- | ------- | ------- | -------- | -------- | ------- | ------- | ------------ | ------------ | ------ | ------ | ------- | ------- | --------- | --------- |
| Saison / Épreuve | Saison / Épreuve | Class.  | Points  | Class.   | Points   | Class.  | Points  | Class.       | Points       | Class. | Points | Class.  | Points  | Class.    | Points    |
| 2023             | 2023             | 86e     | 35      | -        | -        | -       | -       | -            | -            | 36e    | 35     | -       | -       | -         | -         |
| 2024             | 2024             | 79e     | 52      | -        | -        | -       | -       | -            | -            | 36e    | 52     | -       | -       | -         | -         |
| 2025             | 2025             | 46e     | 156     | -        | -        | -       | -       | -            | -            | 16e    | 156    | -       | -       | -         | -         |

### Championnats du monde juniors
Cornelia Öhlund participe à trois éditions des Championnats du monde juniors de ski alpin, de 2023 à 2025 pour un bilan de quatre médailles, dont deux titres: le slalom parallèle par équipe en 2023 (avec Liza Backlund (it), Emil Nyberg (it) et Lucas Kongsholm (it)) et le slalom en 2025,.
| Épreuve / Édition              | Descente | Super G | Slalom géant | Slalom | Combiné | Team event |
| Mondiaux 2023 Saint-Anton      | -        | -       | DNF1         | DNF2.  | -       | Or         |
| Mondiaux 2024 Portes du soleil | -        | -       | 10e          | Bronze | Ab.     | Argent     |
| Mondiaux 2025 Tarvisio         | -        | Ab.     | 14e          | Or     | 5e      |            |

### Coupe d'Europe
3 victoires en slalom : Pozza di Fassa (14 et 15 janvier 2023) et Vaujany (28 janvier 2023)

#### Classements
| Saison / Épreuve | Saison / Épreuve | Général | Général | Descente | Descente | Super G | Super G | Géant  | Géant  | Slalom | Slalom | Combiné | Combiné |
| ---------------- | ---------------- | ------- | ------- | -------- | -------- | ------- | ------- | ------ | ------ | ------ | ------ | ------- | ------- |
| Saison / Épreuve | Saison / Épreuve | Class.  | Points  | Class.   | Points   | Class.  | Points  | Class. | Points | Class. | Points | Class.  | Points  |
| 2021-2022        | 2021-2022        | 141e    | 20      | –        | –        | –       | –       | -      | -      | 57e    | 20     | –       | –       |
| 2022-2023        | 2022-2023        | 18e     | 428     | –        | –        | –       | –       | 52e    | 18     | 3e     | 410    | –       | –       |

### Championnats de Suède
| Édition / Epreuve                       | Descente | Super-G | Slalom géant | Slalom  | Super combiné | Parallèle |
| --------------------------------------- | -------- | ------- | ------------ | ------- | ------------- | --------- |
| Championnats 2022 Åre                   | -        | Abandon | Bronze       | Bronze  | -             | -         |
| Championnats 2023 Solleftea / Sundsvall | -        | -       | 7e           | Bronze  | -             | -         |
| Championnats 2024 Are / Storklinten     | -        | 5e      | 8e           | Argent  | -             | -         |
| Championnats 2025 Sälen / Lindvalen     | -        | -       | 7e           | Abandon | -             | -         |